# Affinitätsdiagramm

Beispiel am Projekt „Wikikosten verringern“

Ein Affinitätsdiagramm hilft dabei, meist ungeordnete Ideen und Lösungen übersichtlich und geordnet darzustellen.
Bei der Erstellung des Affinitätsdiagramms gelten die Regeln des Brainstormings. Im Allgemeinen sollten komplette Sätze gebildet werden.
Affinitätsdiagramme basieren auf der KJ-Methode.